# باتي أوبيري
باتي أوبيري هي مؤلفة أمريكية من كاليفورنيا. كتبت بعض الكتب مثل سلسلة حساء الدجاج للروح، بما في ذلك حساء الدجاج للروح المسيحية.
قائدة حقوق النساء، أوبيري كتبت كتابًا للنساء فقط بعنوان’ "حساء الدجاج لروح المرأة المسيحية". يحكي الكتاب قصص نساء يواجهن التحديات والأوقات الصعبة ويستعدن إيمانهن. تحتوي الفصول على الإيمان، والحب الأسري، وقوة شفاء الله، والصداقة، وصنع الفارق، والتحديات والعجائب.
ظهرت على برنامج "Wake!" على التلفزيون في عام 2015. كما شاركت في فيلم روح النجاح في عام 2017. لفتت كتاباتها الانتباه ضمن فئة تطوير الذات. وهي مساهمة في العديد من الكتب في مجال تطوير الذات، والعقل والجسد، والتدريب، وصراع الحياة، والمال، والنجاح، والابتكار. قالت الكاتبة ليزا نيكولز إن أوبيري "كانت قوةً للإمكانية". يعتبر العديد من الناس أن كتبها مهمة للقراءة.

## ببليوغرافيا
- حساء الدجاج للروح المسيحية لجاك كانفيلد ومارك فيكتور هانسن وباتي أوبري، ردمك-10:1558745017
- حساء الدجاج لروح المرأة المسيحية لجاك كانفيلد ومارك فيكتور هانسن وباتي أوبري. ردمك-10: 9781623610432
- حساء الدجاج لروح الأم الجديدة لجاك كانفيلد ومارك فيكتور هانسن وباتي أوبري. ردمك-10:1623610583
- حساء الدجاج لروح الأخت لجاك كانفيلد ومارك فيكتور هانسن وباتي أوبري. ردمك-10:1623610044
- حساء الدجاج لروح عاشقي الشاطئ لجاك كانفيلد ومارك فيكتور هانسن وباتي أوبري. ردمك-10:1623610591
- حساء الدجاج لروح الأب والابنة لجاك كانفيلد ومارك فيكتور هانسن وباتي أوبري. ردمك-10:1623610265
- حساء الدجاج لروح المراهقين المسيحيين لجاك كانفيلد ومارك فيكتور هانسن وباتي أوبري.ردمك-10:1623610109
- حساء الدجاج لروح الأم الحامل لجاك كانفيلد ومارك فيكتور هانسن وباتي أوبري. ردمك-10:1623610931
- حساء الدجاج لروح ناجي السرطان لجاك كانفيلد ومارك فيكتور هانسن وباتي أوبري. ردمك-10:1623610397
- حساء الدجاج لروح الناجين لجاك كانفيلد وبرني إس. سيجل وباتي أوبري. ردمك-10: 8187671130
- منح الإذن بقلم كيت بتلر وباتي أوبيري. ردمك-10: 1948927152
- استحوذ على قوتك بقلم باتي أوبيري ومارك ميركوفيتش.ردمك-10:1732470308